# Last Goodbye
«Last Goodbye» (en español: «Último adiós») es una canción de 1994, perteneciente al cantautor estadounidense, Jeff Buckley. Es la tercera canción que forma parte del álbum de debut del compositor, titulado Grace. Fue el segundo sencillo del álbum, tras la difusión de la canción que le da el mismo título al disco.
Fue la canción de mayor éxito comercial de Buckley, que le valió en 1995, el puesto número #19 de la lista Alternative Songs de la Billboard.
"Last Goodbye" fue originalmente titulada «Unforgiven», y tenía una sensación de rock más directo e instrumental; que se registró por primera vez en una sesión de demostración en 1990. La letra refiere en sí, al suicidio. 
Fue creado un vídeo musical para "Last Goodbye", que mostró Buckley y el resto de su banda tocando la canción en un escenario mientras que el video se proyecta sobre ellos y una pared detrás de ellos, con un estilo psicodélico. Después de la muerte Buckley en 1997, Last Goodbye, ha sido editada en diversos álbumes compilatorios.
La canción ha sido utilizada en películas como Vanilla Sky (2001). También fue grabada por la actriz Scarlett Johansson en piano y voz y utilizada para la banda sonora del film He's Just Not That Into You (2009).